# Oreocereus trollii
Espèce
Classification APG III (2009)
Oreocereus trollii, communément connu sous le nom de "El Viejo Hombre de los Andes" ou "Old Man of the Andes" (Vieil homme des Andes), est une espèce de cactus de la famille des Cactaceae originaire d'Argentine et de Bolivie,. Bien qu'elle soit répertoriée comme préoccupation mineure par l'UICN, la plante est largement récoltée et est menacée dans certaines zones,.

## Description
C'est un cactus columnaire qui pousse en solitaire ou en groupe. Sa croissance est lente. Une fois adulte, ayant atteint une certaine hauteur, il produit des fleurs tombantes rouges carmin,. « Oreocereus trollii » pousse en se ramifiant à partir de la base. Il forme de petits groupes et atteint des hauteurs allant jusqu'à 50 centimètres. Les pousses courtes, colonnaires et vert clair atteignent un diamètre de 6 à 10 centimètres et sont densément enveloppées de laine. Il présente 12 à 26 côtes sur lesquelles les aréoles blanches sont recouvertes de longs poils blancs pouvant atteindre 7 centimètres de long. Les épines qui en émergent sont jaunes, rougeâtres ou brunes. Les trois à cinq épines centrales fortes et subulées mesurent jusqu'à 5 centimètres de long et sont de couleur plus foncée au sommet. Les 10 à 15 épines radiales ressemblent à des poils. Les fruits sont sphériques, secs et déhiscents à la base. Les graines sont noires.

## Galerie

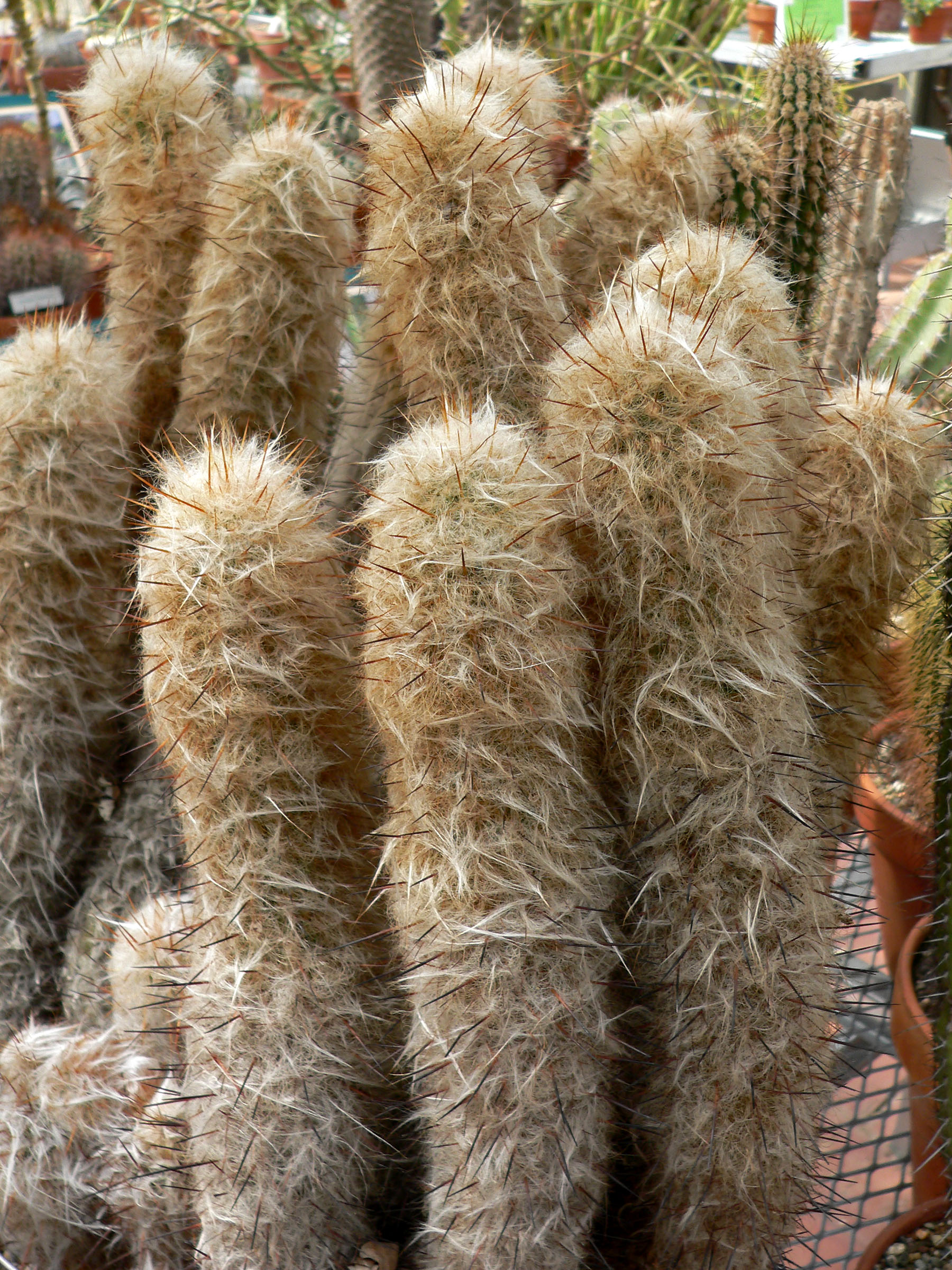
Plantes columnaires.
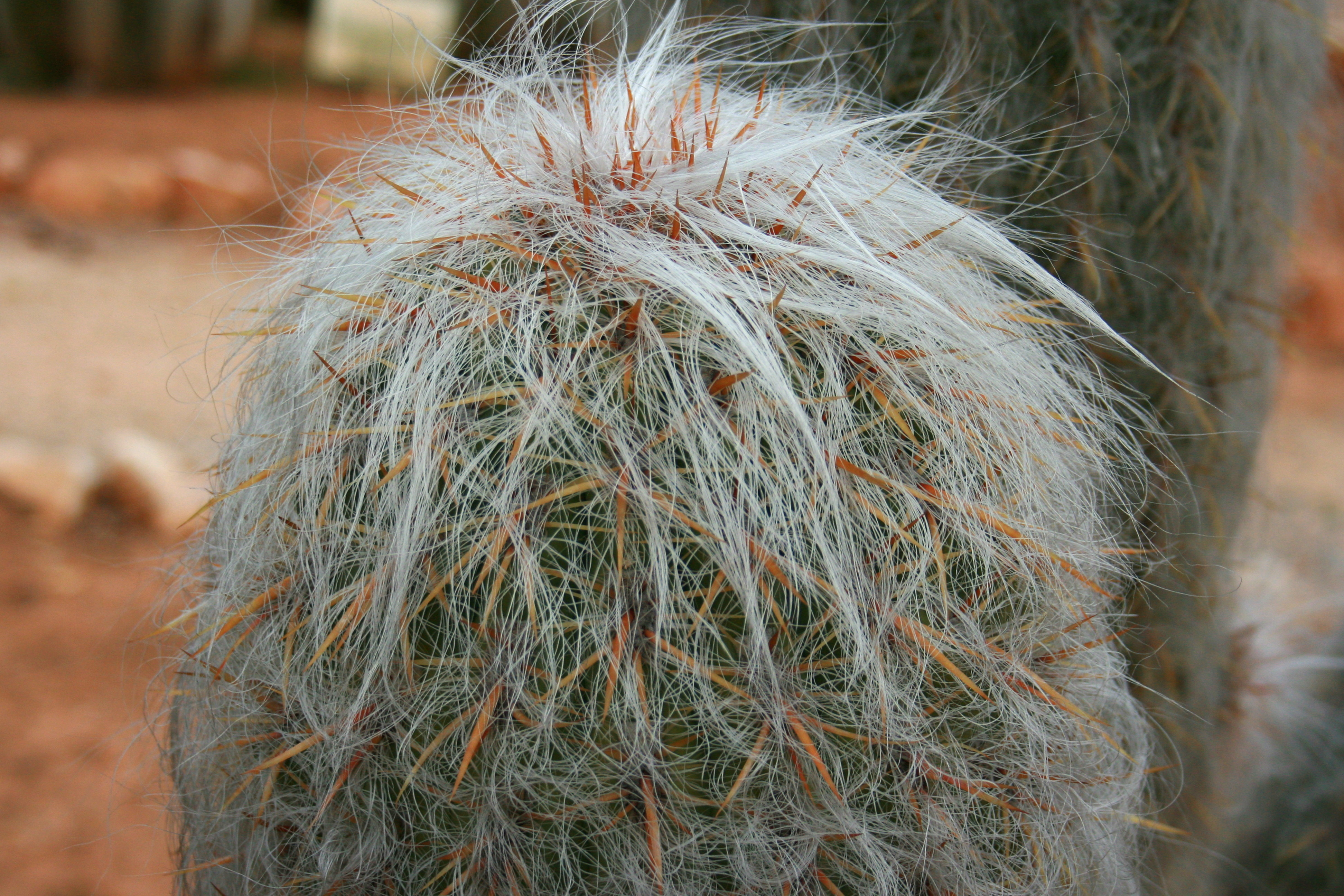
gros plan des poils de "El Viejo Hombre de los Andes"
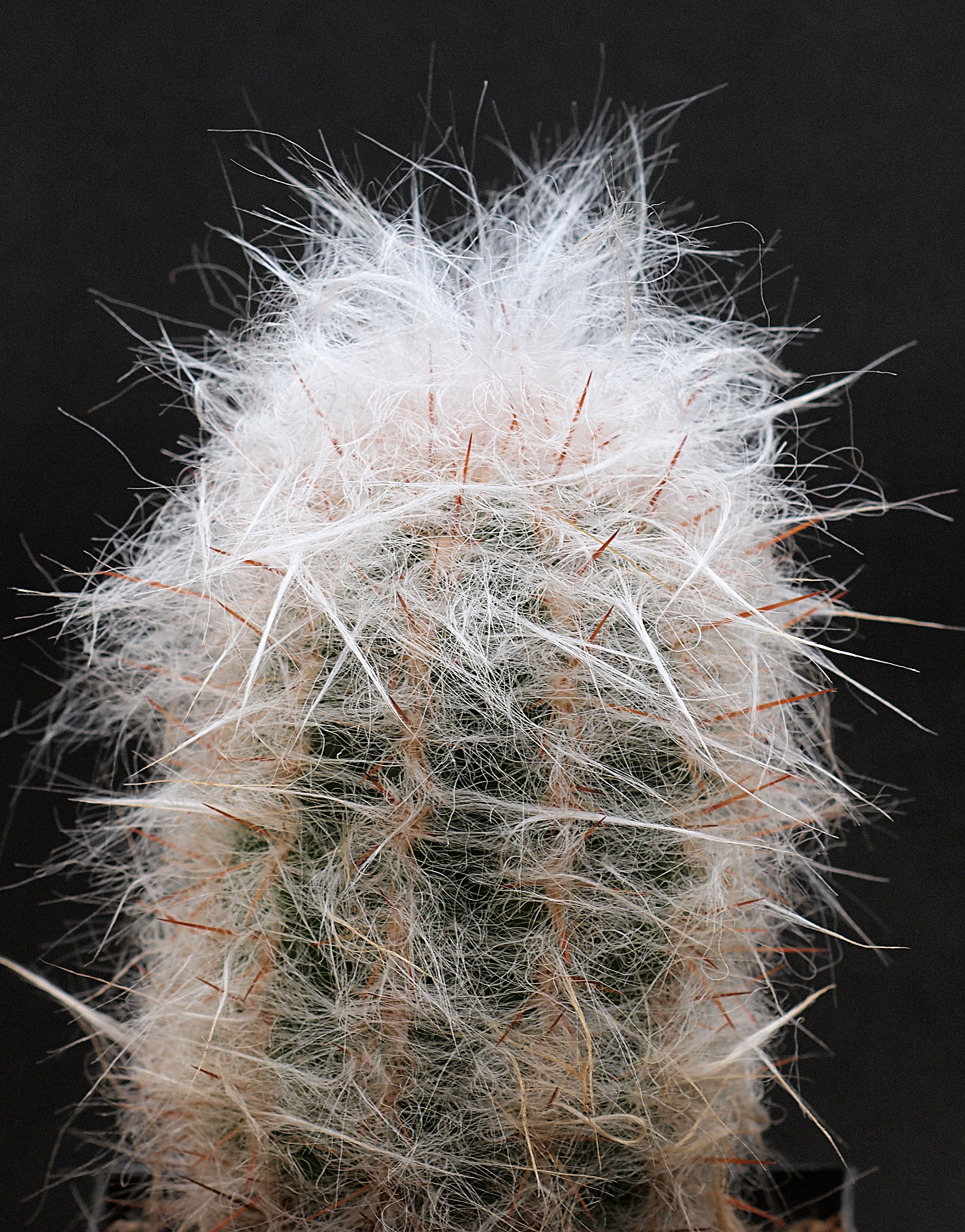
gros plan d'épines et de poils.

## Habitat
Oreocereus trollii est présent en Bolivie dans les départements de Chuquisaca, Oruro, Potosí et Tarija et dans la province de Jujuy en Argentine. Il s'etablit dans la végétation puna à des altitudes de 3000 à 4000 mètres.

## Taxonomie
Nommé d'après Wilhelm Troll, son nom commun vient des abondants poils blancs entourant la plante qui servent à la protéger du soleil brûlant et des gelées dans son habitat montagnard. La première description comme Cereus trollii a été faite en 1929 par Walter Kupper. Curt Backeberg a placé l'espèce dans le genre Oreocereus en 1936. Les synonymes de la nomenclature sont Borzicactus trollii (Kupper) Kimnach (1960), Echinopsis trollii (Kupper) Anceschi & Magli (2013), Pilocereus trollii Kupper (1929) et Borzicactus celsianus. variété trollii (Kupper) G.D. Rowley (1986)

## Dans la culture populaire
Le groupe équatorien EVHA tire son nom du nom local de ce cactus, "El Viejo Hombre de los Andes".